# 塔馬姆·薩拉姆
塔馬姆·賽義卜·薩拉姆（阿拉伯语：‎；1945年5月13日—），是一名黎巴嫩獨立遜尼派政治人物，自2014年2月14日出任黎巴嫩总理，並於同年5月代理黎巴嫩总统。
他雖然為獨立政治人物，但與3月14日聯盟親近，和3月8日聯盟也保持良好關係。

## 生平
薩拉姆生於贝鲁特，前總理賽義卜·薩拉姆的長子、奧斯曼帝國與大黎巴嫩時期的官員薩利姆·阿里·薩拉姆的孫子。